# ヨーゼフ・シュタルダー
ヨーゼフ・シュタルダー（Josef Stalder、1919年2月6日 - 1991年3月2日）は、スイスの元体操競技選手である。1948年に開催されたロンドンオリンピックでの種目別鉄棒の金メダルをはじめ、オリンピック体操競技で合計7個のメダルを獲得した選手であり、鉄棒の技「シュタルダー」 を開発した人物として知られる。

## 経歴
シュタルダーは、1948年ロンドンオリンピックと1952年ヘルシンキオリンピックの2回連続でオリンピックに出場している。鉄棒を得意とした選手で、ロンドンオリンピックでは金メダル、ヘルシンキオリンピックでは銀メダルを獲得した。1952年には、スイス国内のスポーツパーソナリティ・オヴ・ザ・イヤー（en:Swiss Sports Personality of the Year） に選出された。
世界体操競技選手権では、1950年バーゼル大会と1954年ローマ大会で合計で7個のメダルを獲得した。そのうち1950年の大会では、種目別の床運動とあん馬で優勝している。

## オリンピックでの成績
| 年   | 大会                   | 場所                       | 種目     | 結果     |
| ---- | ---------------------- | -------------------------- | -------- | -------- |
| 1948 | ロンドンオリンピック   | ロンドン（イギリス）       | 個人総合 | 4位      |
| 1948 | ロンドンオリンピック   | ロンドン（イギリス）       | 団体     | 2位      |
| 1948 | ロンドンオリンピック   | ロンドン（イギリス）       | 床運動   | 16位タイ |
| 1948 | ロンドンオリンピック   | ロンドン（イギリス）       | 跳馬     | 38位タイ |
| 1948 | ロンドンオリンピック   | ロンドン（イギリス）       | 平行棒   | 3位タイ  |
| 1948 | ロンドンオリンピック   | ロンドン（イギリス）       | 鉄棒     | 1位      |
| 1948 | ロンドンオリンピック   | ロンドン（イギリス）       | つり輪   | 5位タイ  |
| 1948 | ロンドンオリンピック   | ロンドン（イギリス）       | あん馬   | 8位タイ  |
| 1952 | ヘルシンキオリンピック | ヘルシンキ（フィンランド） | 個人総合 | 3位      |
| 1952 | ヘルシンキオリンピック | ヘルシンキ（フィンランド） | 団体     | 2位      |
| 1952 | ヘルシンキオリンピック | ヘルシンキ（フィンランド） | 床運動   | 19位タイ |
| 1952 | ヘルシンキオリンピック | ヘルシンキ（フィンランド） | 跳馬     | 13位タイ |
| 1952 | ヘルシンキオリンピック | ヘルシンキ（フィンランド） | 平行棒   | 3位      |
| 1952 | ヘルシンキオリンピック | ヘルシンキ（フィンランド） | 鉄棒     | 2位タイ  |
| 1952 | ヘルシンキオリンピック | ヘルシンキ（フィンランド） | つり輪   | 11位タイ |
| 1952 | ヘルシンキオリンピック | ヘルシンキ（フィンランド） | あん馬   | 5位      |